# Красные башмачки (фильм, 1948)
«Красные башмачки» (англ. The Red Shoes) — британский художественный фильм о мире балета, снятый в 1948 году по собственному сценарию режиссёрами Пауэллом и Пресбургером. Примерно 20 минут экранного времени занимает «рассказ внутри рассказа» — модернистский балет на сюжет сказки Ханса Кристиана Андерсена «Красные башмаки». Роли в фильме исполняют мастера классического танца — Мойра Ширер, Леонид Мясин, Роберт Хелпман и Людмила Черина. Фильм «Красные башмачки» считается вершиной творчества тандема Пауэлл-Пресбургер и одним из наиболее значительных свершений в истории британского кино.

## Сюжет
Сюжет фильма вдохновлён историей взаимоотношений Сергея Дягилева и начинающей британской балерины Дианы Гулд (впоследствии жены Иегуди Менухина). Место Дягилева в фильме занимает Борис Лермонтов — одержимый искусством импресарио (как подразумевается, гомосексуал). Для самореализации ему нужна такая балерина, которая поставит крест на своей личной жизни, сублимируя на сцене свой нереализованный творческий потенциал.
Именно такой представляется ему юная Вики Пейдж. В театре Монте-Карло Лермонтов ставит насыщенный мистикой и экспрессионизмом балет «Красные башмачки» о том, как страсть к танцу становится причиной смерти балерины. Пейдж в главной роли производит фурор в балетном мире. Всё начинает рушиться, когда она влюбляется в автора музыки к балету — даровитого композитора Джулиана Крастера. Вне себя от бешенства, Лермонтов требует, чтобы Крастер покинул труппу. Вики уезжает вместе с ним.
Проходит время. Понимая, что балет — её призвание, Вики не может жить без танца. Втайне от мужа она приезжает в Монте-Карло. Лермонтов убеждает её ещё раз выйти на сцену в «Красных башмачках». Перед началом спектакля в театр прибывает Крастер. Героиня разрывается между жаждой танца и любовью к мужу. Лермонтов и Крастер — словно двойники — требуют от неё сделать окончательный выбор в пользу одного из них. Разрываемая противоположными чувствами, Вики теряет голову и, выскочив из театра на ярко-красных пуантах, бросается под поезд. Её последние слова: «Снимите с меня красные башмачки».

## В ролях
- Мойра Ширер — Вики Пейдж
- Мариус Горинг — Джулиан Крастер
- Антон Уолбрук — Борис Лермонтов
- Леонид Мясин — Гриша Любов
- Роберт Хелпман — Иван Болеславский
- Альберт Бассерман — Сергей Ратов
- Людмила Черина — Ирина Боронская
- Эсмонд Найт — Ливингстон «Ливи» Монтань

## Работа над фильмом
Прессбургер начал работать над сценарием «Красных башмачков» в 1934 г. по просьбе самого влиятельного британского кинодеятеля довоенного времени — Александра Корды. Они планировали перенести на экран историю безумия великого Нижинского, чью личную жизнь пытался контролировать властный Дягилев. Главную женскую роль Корда планировал отдать своей жене Мерл Оберон. Предполагалось, что роль Нижинского исполнит сменивший его в театре Дягилева и в его спальне Леонид Мясин.
С началом Второй мировой войны ввиду недостатка финансирования и развода Корды с Оберон проект был свёрнут. После войны Прессбургер выкупил у Корды все права на него и написал новый сценарий в духе викторианского бестселлера Джорджа Дюморье про шаманствующего гипнотизёра Свенгали и покорную его воле певицу Трильби.
По словам Пауэлла, на роль Лермонтова требовался актёр-гомосексуал с бесовской жилкой, способный сыграть свою роль и страстно и убедительно. Режиссёрам такой актёр был известен — их талисманом считался австриец Антон Уолбрук. По мнению Дэйва Кера, Уолбрук наиболее мощно воплотил встречающуюся во многих лентах британского тандема фигуру зловещего шамана-волшебника.
Значительная часть съёмок проходила на Лазурном берегу (в частности, на вилле Леопольда). Балет «Красные башмачки», вставленный в середину фильма, Паэулл и Прессбургер считали своим лучшим достижением и не скупились на дорогостоящие художественные эффекты. Однако финансировавшая съёмки студия Pinewood во главе с Артуром Рэнком была обеспокоена превышением сметного бюджета и оценивала прокатные перспективы фильма весьма скептически.

## Триумф

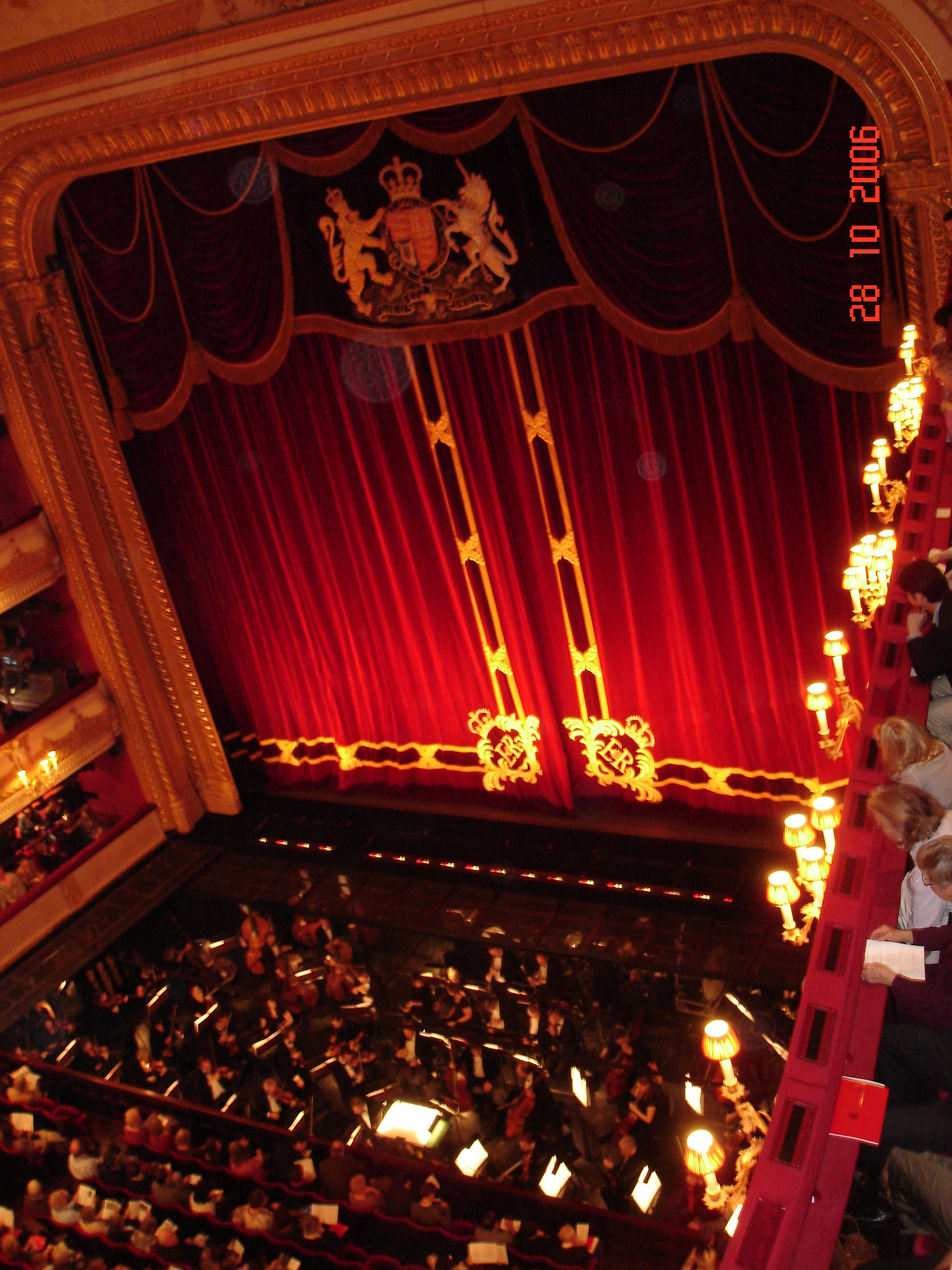
В первых сценах фильма показан лондонский театр «Ковент-Гарден»

Британская публика не обратила на фильм большого внимания, а кинокритики разнесли его в пух и прах как нечто совершенно оторванное от реальности. Однако в Америке «Красные башмачки» были приняты с восторгом. Некоторые кинотеатры Нью-Йорка не снимали фильм с проката на протяжении почти двух лет. Фильм впервые открыл для многих рядовых американцев, уставших от тягот войны и депрессии, далёкий и красочный мир классического балета. По воспоминаниям Пауэлла, обеспеченные американки считали своим долгом показать его своим дочерям, дабы пробудить в них интерес к «высокому искусству».
На фоне поточной кинопродукции для широкой публики вроде вестернов и нуаров фильм воспринимался как глоток «подлинного искусства» из Европы, и притом искусства, имеющего мало общего с популярным в те годы итальянским неореализмом. Продуманная Мясиным танцевальная вставка в технике mise en abyme не только сплетала воедино судьбы всех персонажей, но и пыталась заглянуть в подсознание главной героини. Музыка, танец и оригинальное художественное решение соединились на киноэкране в ритуально-сновидческом действе, которое сравнивали с «Весной священной» Стравинского.
Под впечатлением от успеха в Нью-Йорке студия Universal в 1951 году выпустила «Красные башмачки» в общенациональный прокат. Лента Пауэлла и Прессбургера выдвигались на «Оскар» в 5 номинациях (включая «лучший фильм») и победила в двух. Почти 40 лет ни один британский фильм не мог сравниться с «Красными башмачками» по кассовым сборам в США. Среди любителей балета картина стала культовой. Богема по обе стороны Атлантики в подражание Лермонтову стала носить тёмные очки, причём даже в пасмурную погоду (как герой Мастроянни в «Сладкой жизни»).
Влияние «Красных башмачков» на развитие американского киномюзикла называют революционным. Прежде чем приступить к экранизации «Американца в Париже», Джин Келли заставил свою съемочную группу 15 раз просмотреть фильм о Вики Пейдж. После этого в голливудские мюзиклы пришла мода на продолжительные танцевальные номера полуабстрактного свойства (классический пример — в финале «Поющих под дождём»). Множество отсылок к «Красным башмачкам» содержит поставленный в 1975 году на Бродвее мюзикл «Кордебалет».

## Реставрация
В 2008 г. Британским институтом кино под патронажем Мартина Скорсезе была выполнена скрупулёзная и дорогостоящая реставрация «Красных башмачков». Премьера отреставрированной версии состоялась на Каннском кинофестивале 2009 года. DVD-версию подготовила компания Criterion. Скорсезе называет «Башмачки» одним из лучших примеров использования цвета в истории кино и относит к числу своих любимых фильмов. Он проводит неожиданную, на первый взгляд, параллель между «Красными башмачками» и «Бешеным быком»: оба фильма — о беззаветной преданности своему делу и о том, как профессия меняет личность главного героя. Режиссёра особенно восхищает сумрачность британского текниколора и характерная для него неестественность красок: «Изумительный грим около глаз и такая красная, красная помада… это так прямолинейно!» Другие известные почитатели фильма в Голливуде — Брайан Де Пальма и Фрэнсис Форд Коппола.

## Мнения критиков
- «Неотразимая аллегория разрушительного влияния искусства на мастера и на актёров, которые должны подавлять свои чувства, подчиняя свою волю режиссёрской (и в этом есть сексуальный подтекст), — аллегория, которая перерастает в изображение то ли психического расстройства, то ли бесовской одержимости» (Питер Брэдшоу, The Guardian)[9].
- «Смешивая искусство импрессионистов и кино экспрессионистов, размывая различия между кино и театром, телом и камерой, реальностью и сновидением, заимствуя в равной степени у классиков и авангардистов, балет в центре фильма представляет собой последовательность образов абсолютной, бесшабашной трансцендентности» (TimeOut)[10].
- «Это фильм, который проникает в тёмные глубины нашего воображения — поочерёдно опасные, восхитительные, абсурдные, пылкие и пугающие. Красные туфельки сочатся мрачной образностью женской созидательности и сексуальности (менструация, дефлорация)» (Шарлотта Хиггинс, The Guardian)[11].

## Другие версии сюжета
- Под впечатлением от фильма Кейт Буш написала песню и альбом The Red Shoes (1993). Эта музыка прозвучала в короткометражном музыкальном фильме «Линия, крест и кривая», где вместе с Буш сыграли Миранда Ричардсон и Линдси Кемп.
- В том же 1993 году автор «Поющих под дождём» Стэнли Донен поставил в бродвейском театре Гершвина мюзикл «Красные башмачки» на музыку Жюля Стайна.
- Нашумевший в 2010 году фильм «Чёрный лебедь», за который Натали Портман была удостоена «Оскара», по мнению ряда кинокритиков, представляет собой обновлённую версию «Красных башмачков». Характерно название статьи в журнале New Yorker — «Чёрный лебедь в красных башмачках»[12].